# 埃迪·戈麦斯
埃迪·戈麦斯（Eddi Gomes，1988年11月17日—），是一名几内亚比绍裔丹麦职业足球运动员，司职后卫。现在效力于中国足球超级联赛球队河南建业。

## 俱乐部生涯
戈麦斯在丹麦低级别联赛球队海莱乌开始足球生涯。2013年加盟丹麦第二级别球队赫福尔格。2014年夏季，他转会到丹麦足球超级联赛球队埃斯比约联合。2015年1月21日，戈麦斯转投中国足球超级联赛球队河南建业。